# Paulo Markolaj
Paulo Markolaj (sinh 31 tháng 10 năm 1993 ở Bushat, Shkodër) là một cầu thủ bóng đá Albania thi đấu cho Vllaznia Shkodër ở Kategoria Superiore.